# Exèrcit d'Alliberament Nacional (Colòmbia)
L'Exèrcit d'Alliberament Nacional (EAN, conegut per les seves sigles castellanes ELN) és un grup guerriller de Colòmbia. Un grapat d'estudiants sota el comandament de Fabio Vázquez i Víctor Medina va organitzar en 1964 a Santander un grup guerriller, l'Exèrcit d'Alliberament nacional.

## Història
La seva primera acció important va ser la presa de Simacota el 7 de gener de 1965. El sacerdot Camilo Torres, convertit el 1964 en un polític progressista recolzat per un ampli espectre de grups socials, es va unir a la guerrilla l'octubre de 1965. La seva mort el 15 de febrer de 1966 va crear un mite. El 1973 l'organització estava acorralada a Antioquia i l'Operació Anorí duta a terme per l'Exèrcit Nacional va acabar amb la mort de tres comandants guerrillers, la destitució del seu líder Fabio Vásquez Castaño i el desmantellament de l'organització.
L'ELN va renéixer sota el lideratge del sacerdot aragonès Manuel Pérez Martínez, conegut com el "capellà Pérez" (cura Pérez) va ocupar més tard el seu lloc, i va dirigir el grup des del 1973, fins a la seva mort el 14 de febrer de 1998. La bandera de l'ELN va ser des del principi vermella sobre negre, el que s'atribueix popularment a la influència de la bandera provincial del Nord de Santander, però que no sembla probable. Simplement es tractava dels colors revolucionaris popularitzats per Fidel Castro i el seu moviment "26 de Juliol".
Durant els governs d'Álvaro Uribe Vélez va establir diàlegs de pau que no van fructificar.
Ha emprat nenes soldat. Aquestes han arribat a ser obligades a tindre avortaments induïts i a emprar anticonceptius.
En 2025 es considera que ELN compta amb 5.000 guerrillers.